# Polizeiruf 110: Eine mörderische Idee
Eine mörderische Idee ist ein Fernsehfilm aus der Krimireihe Polizeiruf 110. Der im Auftrag des Mitteldeutschen Rundfunks (MDR) unter der Regie von Stephan Rick produzierte Film, bei dem es sich um die 347. Polizeiruf-110-Folge handelt, wurde am 9. November 2014 erstmals im Programm der ARD Das Erste ausgestrahlt. Hauptkommissarin Doreen Brasch, verkörpert von Claudia Michelsen, und Hauptkommissar Jochen Drexler (Sylvester Groth) bekommen es in ihrem dritten Fall mit Bombenanschlägen auf eine Supermarktkette, Öko-Terroristen und Netz-Kriminelle zu tun.

## Handlung
Nachdem in einem Supermarkt spätabends ein Sprengsatz detoniert, meldet sich ein Bekenner und fordert die Einstellung der Genmais-Produktion, die von der Supermarktkette angeblich gefördert werde. Während ein Großteil des Polizeiapparates damit beschäftigt ist, weitere angekündigte Anschläge zu verhindern, dringen Unbekannte in den Lagerbereich des Containerhafens in Magdeburg ein. Obwohl der Wachmann Alarm auslöst, bleibt er auf sich allein gestellt und wird am nächsten Tag tot aufgefunden.
Während Kriminalhauptkommissar Jochen Drexler versucht, etwas über den anonymen Anrufer und die Gruppe, die dahinter steht, herauszufinden, ermittelt Kriminalhauptkommissarin Doreen Brasch am Containerhafen und stößt auf einen leergeräumten Container, in dem Mobiltelefone im Wert von drei Millionen Euro waren. Es zeigt sich, dass sich jemand in den internen Server eingehackt hat, der Zugang zum Server-Raum gehabt haben muss. Dafür kommen zunächst drei Studenten in Betracht, die dort im letzten Jahr ein Praktikum absolviert hatten.
Auch Jochen Drexler findet einen Hinweis auf manipulierte Computerdaten des Überwachungssystems des Supermarktes. Daraufhin beauftragt der Kriminalbeamte Mautz den Computerexperten Kim Nguyen, der sehr schnell den Server herausfindet, von dem aus die Überwachungsbänder überspielt wurden. Der Weg führt direkt zur Magdeburger Universität. Damit schließt sich der Kreis zum Vorfall im Containerhafen. Der Verantwortliche für Computerfragen der Uni ist Professor Reilmann. Er hält es für ausgeschlossen, dass jemand über „seinen“ Server agiert haben könnte. Allerdings helfen ihm zeitweise auch einige der Studenten. Widerwillig muss er zulassen, dass Kim sich mit dem Server befasst und der Experte findet nach längerem Suchen einen Trojaner, sodass man den Rechner jederzeit von außen steuern und nutzen kann. Einer seiner mitarbeitenden Studenten ist Christian Engel, daneben war Tobias Schmitz einer der Praktikanten im Containerhafen und auch Vanessa Meyerhoff gehört zum Kreis der Verdächtigen. Als die Ermittler sie befragen wollen, wird sie sehr schnell von ihrem einflussreichen Vater abgeschirmt.
Einige Tage später stürzt Vanessa vom Dach der Uni, Brasch und Drexler schließen Selbstmord aus und verdächtigen zunächst Tobias Schmitz, Vanessa absichtlich in die Tiefe gestoßen zu haben. Um die Kommissare von dem Pfad abzubringen, schreibt der Täter eine Abschieds-E-Mail an Vanessas Vater, der dieser Nachricht Glauben schenkt. Doch sind sich Drexler und Brasch sicher, dass es für den Täter kein Problem darstellt ein E-Mail-Konto zu knacken, denn offensichtlich hat er inzwischen auch in den Polizeicomputer den Trojaner eingeschleust und ist dadurch über alle Ermittlungsschritte informiert. Somit kann er sogar über die Überwachungsanlage des Verhörraums beobachten, was seine Komplizen aussagen. Alle Spuren führen nun zu Christian Engel, und als sich die Schlinge um ihn zuzuziehen droht, blockiert er elektronisch den Serverraum der Uni und simuliert einen Feueralarm. Dadurch wird dem luftdicht abgeschlossenen Raum jeglicher Sauerstoff entzogen, was im Ernstfall die Flammen ersticken soll. Dort befinden sich zu dieser Zeit Drexler und der Professor. Engel fordert Lösegeld und freies Geleit, wenn die Männer gerettet werden sollen. Während Brasch zum Schein darauf eingeht, gelingt es Kim Nguyen in das Serverprogramm zu gelangen und den Alarm abzuschalten, woraufhin Engel festgenommen werden kann.

## Rezeption

### Einschaltquote
Die Erstausstrahlung von Eine mörderische Idee am 9. November 2014 wurde in Deutschland von 8,92 Millionen Zuschauern gesehen und erreichte einen Marktanteil von 24,6 Prozent für Das Erste.

### Kritik
Volker Bergmeister bewertete diesen Polizeiruf auf tittelbach.tv wie folgt: „Ein spannungs- und wendungsreicher High-Tech-Krimi um einen raffinierten Raub“, den „Stephan Rick mit gut dosiertem Tempo, passenden Schnitten und abwechslungsreichen Perspektiven und Bildern sehr ansprechend inszeniert“ hat. „Alles ist manipulierbar, von jedem Ort aus – das ist die Botschaft dieses Krimis, der den Raub von Handys zum Anlass nimmt, die Zuschauer eintauchen zu lassen in die Welt der Überwachung und der Manipulateure via Computer. Optisch lässt sich das nicht so reizvoll in Szene setzen wie Verfolgungsjagden. So wird hier viel auf Tastaturen gehämmert und am Bildschirm gescrollt. Aber die Mischung zwischen Action und Hackeralltag stimmt im ‚Polizeirruf 110 – Eine mörderische Idee‘“.
Die Kritiker der Fernsehzeitschrift TV Spielfilm vergaben die bestmögliche Wertung (Daumen nach oben) und zogen als Fazit „Spannend, komplex und immer geradeaus“.
Lediglich bei der Süddeutschen Zeitung war man der Meinung: „Claudia Michelsen und Sylvester Groth als Kommissare sowie Oliver Korittke als korrupter Spediteur – im Grunde wären das beste Voraussetzungen für einen guten Krimi. Allein, die Chance hat der MDR völlig verschenkt. Michelsen und Groth spielen ihre Figuren jeweils fabelhaft, aber zusammen funktionieren sie einfach nicht. Ihr letzter Fall war „nicht mehr als sonntägliche Durchschnittsware“ – die Magdeburger Ermittler bleiben vorerst auf diesem Niveau. Schade.“